# World of Ice
World of Ice är det svenska power metal-bandet Insanias första studioalbum. Det släpptes i maj 1999 av skivbolaget No Fashion Records och i Japan av Avalon.
Samtliga låtar är skrivna av Mikko Korsbäck utom "Carried by Wings" som är skriven av Henrik Juhano.

## Låtlista
1. "Insaniation" (instrumental) – 1:27
2. "Fighting My Tears" – 6:28
3. "Fire" – 5:51
4. "With Courage and Pride" – 3:28
5. "Forever Alone" – 6:40
6. "Private 6-Machine" – 5:13
7. "Paradisia" – 4:49
8. "World of Ice" – 5:05
9. "Furious Seas" – 5:51
10. "Forever Is a Long Time" – 4:50
11. "Carried by Wings" – 4:40

Bonusspår på japanska utgåvan
1. "The Abyss of the Morningstar" – 7:34
2. "Fire in the Sky" – 5:01

## Medverkande
Musiker
- David Henriksson – sång
- Henrik Juhano – gitarr
- Niklas Dahlin – gitarr
- Tomas Stolt – basgitarr
- Mikko Korsbäck – trummor
- Patrik Västilä – keyboard

Produktion
- Tomas Skogsberg – producent, mastering
- Jocke Pettersson – producent
- Mikko Korsbäck - producent
- Henrik Jonsson - mastering
- Guerilla - albumkonst